# John Bingham (5e baronnet)
Pour les articles homonymes, voir John Bingham et Bingham.
John Bingham, 5e baronnet (1690 - 21 septembre 1749) est un homme politique irlandais.

## Biographie
Il est le fils aîné de George Bingham, 4e baronnet, et de sa première épouse Mary Scott. Il fait ses études au Middle Temple. Il est nommé Haut Shérif de Mayo en 1721 et est gouverneur du comté de Mayo. En 1727, il entre à la Chambre des communes irlandaise pour Mayo, la même circonscription que son père a représentée auparavant, et y siège jusqu'à sa mort en 1749. En 1730, il succède à son père comme baronnet.
En 1730, il épouse Anne Vesey, fille d'Agmondisham Vesey et a cinq filles et trois fils. Bingham meurt en 1749 et est enterré à Castlebar. Ses fils John et Charles lui succèdent comme baronnets.